# Dick Durbin

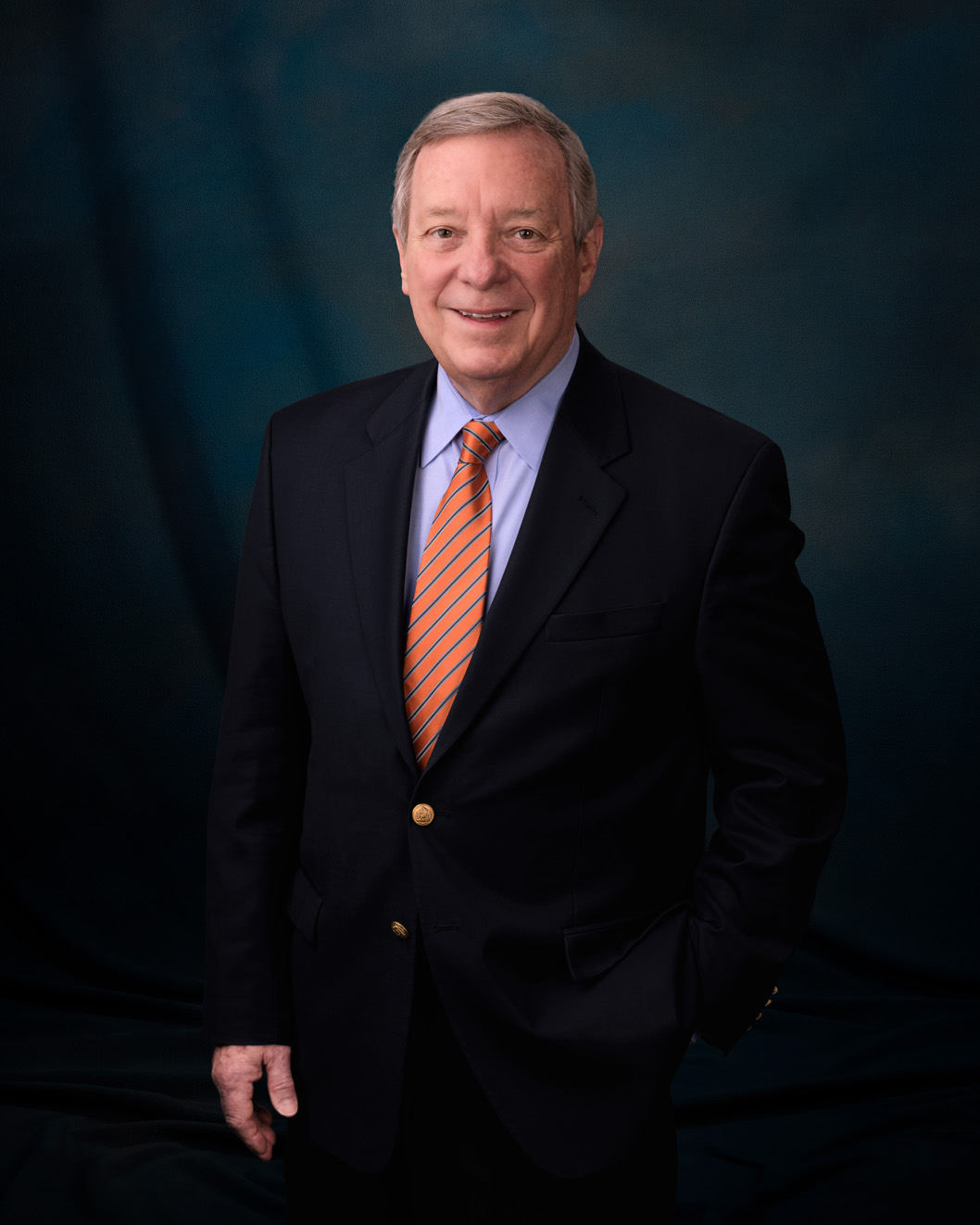
Dick Durbin (2022)

Richard Joseph „Dick“ Durbin (* 21. November 1944 in East St. Louis, Illinois) ist ein US-amerikanischer Politiker der Demokratischen Partei. Er vertritt den Bundesstaat Illinois im US-Senat und ist dort stellvertretender Fraktionsvorsitzender (Whip) der Demokraten.

## Frühes Leben
1962 machte Durbin an der römisch-katholischen Assumption High School in East St. Louis seinen Schulabschluss. Anschließend studierte er an der Georgetown University, wo er 1966 seinen Bachelor-Grad erwarb. Während des letzten Jahres seines Studiums machte er im Büro von Senator Paul Howard Douglas aus Illinois ein Praktikum. Danach studierte er – ebenfalls an der Georgetown University – Jura und beendete das Studium 1969 im gleichen Jahr, als ihm die Zulassung zum Rechtsanwalt erteilt wurde. In den 70er-Jahren war Durbin Rechtsberater des Vizegouverneurs von Illinois, des späteren US-Senator Paul M. Simon. Durbin wurde 1982 in das US-Repräsentantenhaus gewählt, dem er bis 1997, dem Jahr seiner Wahl in den Senat, angehörte.

## Karriere im US-Senat

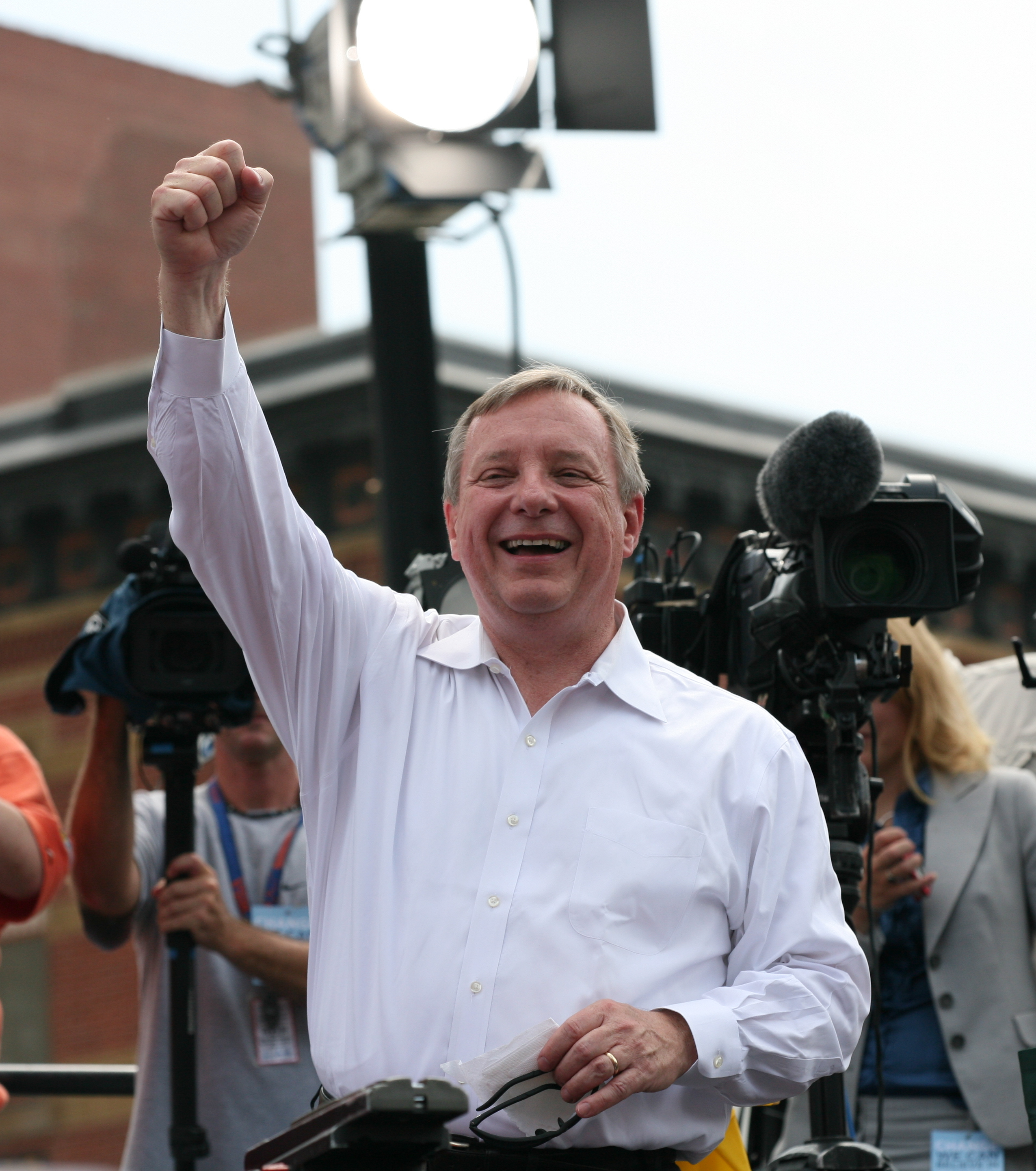
Durbin im August 2008 am Rande einer Wahlkampfveranstaltung von Barack Obama und Joe Biden in Springfield, Illinois

Als Vorsitzender der Delegation von Illinois im US-Repräsentantenhaus, wurde Durbin als Kandidat der Demokratischen Partei auserkoren, um Nachfolger des damals amtierenden Senators Paul Simon, den Durbin als Mentor angesehen hat, zu werden. Die Senatswahl im November 1996 gewann er, ebenso seine Wiederwahlen 2002 und 2008.
Durbin sitzt unter anderem im mächtigen Investitionsausschuss. Innerhalb der Senatoren ist er eher links verortet, was sein Abstimmungsverhalten angeht. Er engagiert sich in der Regulierung von Asbest sowie für den Umweltschutz, darunter insbesondere den Schutz der Arctic National Wildlife Refuge. Zusammen mit dem inzwischen in den Ruhestand getretenen Senator Patrick Leahy und dem Minderheitsführer der Demokraten im Senat, Charles Schumer ist er für seine Tätigkeit bei der Befragung von Kandidaten für Richterämter im Justizausschuss bekannt. Er setzt sich ebenfalls dafür ein, die Schließung von Militärbasen in Illinois zu verhindern.
Bei den Senatswahlen am 4. November 2014 trat Durbin für eine weitere Amtszeit an. Er konnte bei der Wahl den Staatssenator Jim Oberweis mit 53 Prozent der Stimmen schlagen, welcher mit 43 % der Stimmen Durbin deutlich unterlag. Mit einer erneuten Wiederwahl 2020 verlängerte er seine Amtszeit auf weitere sechs Jahre bis 2027. Ende April 2025 kündigte er an, 2026 nicht erneut kandidieren zu wollen.